# Miguel Ángel Aguilar Huerta
Miguel Ángel Aguilar Huerta (Ciudad de México, 3 de enero de 1952) es un poeta y diseñador gráfico mexicano.

## Biografía
Nacido en la Ciudad de México, en 1952, obtuvo una licenciatura en letras hispánicas por la Universidad Nacional Autónoma de México (UNAM).
Formó parte del Grupo Xilote original desde 1975 hasta su desintegración en 1980; cinco años más tardes formó el Grupo Cultural Xilote (segunda generación) desempeñándose a su vez como coordinador general. En 1996 publicó (nuevamente) la revista Xilote y en 2005 la revista electrónica del mismo nombre.
Ha trabajado como editor de publicaciones científicas y políticas, y colaborado en publicaciones independientes como El Ciervo Herido, El séptimo sueño, Letra y el segundo piso, Manatí y Xilote. En 1982 participó en la creación del grupo cultural DIFUTEC, en el Instituto Nacional de Investigaciones Agrícolas, así mismo ha impartido cursos de redacción y ortografía en la Secretaría de Agricultura y Desarrollo Rural (SADER).
Su obra fue incluida en el Anuario de poesía mexicana 2004, una selección de Tedi López Mills y Luis Felipe Fabre.

## Publicaciones seleccionadas

### Antologías
- Tedi López Mills (2005).  López Mills, Tedi; Fabre, Luis Felipe, eds. Anuario de poesía mexicana 2004. Fondo de Cultura Económica. ISBN 9789681676766.
- Aguilar Huerta, Miguel Ángel; Balam, Rodrigo; Córdova, Ulises; López Moreno, Roberto; Luna, Leticia; Téllez, Daniel (2018). Lengüerío : poetas en el poemuralismo. Ciudad de México: Ediciones del Lirio. ISBN 9786078569489.